# المرأة ذات الأحمر (قصص مصورة)
المرأة ذات الرداء الأحمر هي شخصية خيالية ظهرت لأول مرة في الفترة المعروفة لدى مؤرخي الكتب المصورة باسم العصر الذهبي للكتب المصورة . أنشأها الكاتب ريتشارد إي هيوز والفنان جورج ماندل ، ظهرت لأول مرة في كاريكاتير مثير رقم 2 مارس 1940 نشرته نيدور كوميكس .  تم إحياء الشخصية لاحقًا بواسطة الكاتب آلان مور لأفضل القصص المصورة في أمريكا .  وسيتم استخدامها أيضًا بواسطة Dynamite Entertainment في مشروع القوى العظمى : الفصل الثاني. 

## روابط خارجية
- المرأة ذات الرداء الأحمر في موقع Toonopedia لدون ماركستين . أرشفة من الإصدار الأصلي في 16 أيلول 2015.
- المرأة ذات الرداء الأحمر في موقع معجبي SMASH
- المرأة ذات الرداء الأحمر في International Hero
- المرأة ذات الرداء الأحمر في موقع Writeups.org